# Gonocormus palmatus
Gonocormus palmatus là một loài dương xỉ trong họ Hymenophyllaceae. Loài này được C. Presl Bosch mô tả khoa học đầu tiên năm 1861.